# Bronson (Florida)
Bronson és una població dels Estats Units, seu del comtat de Levy, a l'estat de Florida. Segons el cens del 2000 tenia 964 habitants.

## Demografia
Segons el cens del 2000, Bronson tenia 964 habitants, 370 habitatges, i 256 famílies. La densitat de població era de 94,2 habitants per km².
Dels 370 habitatges en un 34,9% hi vivien nens de menys de 18 anys, en un 42,7% hi vivien parelles casades, en un 22,4% dones solteres, i en un 30,8% no eren unitats familiars. En el 25,7% dels habitatges hi vivien persones soles l'11,4% de les quals corresponia a persones de 65 anys o més que vivien soles. El nombre mitjà de persones vivint en cada habitatge era de 2,61 i el nombre mitjà de persones que vivien en cada família era de 3,16.
Per edats la població es repartia de la següent manera: un 29,1% tenia menys de 18 anys, un 12% entre 18 i 24, un 24,3% entre 25 i 44, un 22,6% de 45 a 60 i un 11,9% 65 anys o més.
L'edat mediana era de 32 anys. Per cada 100 dones de 18 o més anys hi havia 76,5 homes.
La renda mediana per habitatge era de 26.944 $ i la renda mediana per família de 28.462 $. Els homes tenien una renda mediana de 27.969 $ mentre que les dones 20.385 $. La renda per capita de la població era de 12.532 $. Entorn del 21,9% de les famílies i el 27,2% de la població estaven per davall del llindar de pobresa.

## Poblacions més properes
El següent diagrama mostra les poblacions més properes.